# 8552 Hyoichi
8552 Hyoichi eller 1995 HE är en asteroid i huvudbältet som upptäcktes den 20 april 1995 av den japanska astronomen Akimasa Nakamura vid Kuma Kogen-observatoriet. Den är uppkallad efter den japanske äventyraren Hyoichi Kohno.
Asteroiden har en diameter på ungefär 9 kilometer.